# Pallacanestro
La pallacanestro, conosciuta anche come basket (AFI: [ˈbasket]; abbreviazione del termine in lingua inglese basketball), è uno sport di squadra in cui due formazioni di cinque giocatori ciascuna si affrontano per realizzare punti facendo passare il pallone all'interno del canestro avversario, secondo alcune regole prefissate e con un punteggio che varia rispetto alla posizione di tiro.
Nasce a Springfield (una città degli Stati Uniti) nel 1891, grazie all'idea di James Naismith, medico e insegnante di educazione fisica canadese. Dalla fine del XIX secolo questo sport si è diffuso in tutto il mondo, grazie pure all'attività propagandistica della Federazione Internazionale Pallacanestro, fondata nel 1932. È uno sport olimpico dalla XI Olimpiade, che si tenne a Berlino nel 1936.

## Storia
La pallacanestro fu ideata e regolamentata da un solo uomo: il dottor James Naismith, professore di educazione fisica canadese. Nel 1891 Naismith lavorava presso la YMCA International Training School di Springfield, nel Massachusetts. Gli venne chiesto di trovare uno sport che potesse tenere in allenamento durante la stagione invernale i giocatori di football in alternativa agli esercizi di ginnastica i quali si volevano divertire di più e fare più esercizio oltre la ginnastica.
La pallacanestro vide la luce il 15 dicembre 1891, regolata da tredici norme, con un cesto appeso alle estremità della palestra del centro sportivo e squadre composte di un numero variabile di giocatori. Il 15 gennaio si disputò la prima partita della storia della pallacanestro, fra due squadre di nove giocatori: terminò 1 a 0 grazie al canestro di William Richmond Chase. Il nome del gioco fu coniato da uno degli allievi di James Naismith, Frank Mahan, dopo che l'inventore aveva rifiutato di chiamarlo Naismithball. Il 15 gennaio 1892 Naismith pubblicò le regole del gioco: è la data di nascita ufficiale della pallacanestro. Il canestro fu applicato all'altezza della tribuna, come canestro usavano un cesto di vimini e quando la palla entrava si usava una scala per riprenderla.
Lo sport divenne popolare negli Stati Uniti in brevissimo tempo, cominciando subito dopo a diffondersi in tutto il mondo, attraverso la rete degli ostelli YMCA. Nel 1895, il gioco era già ben consolidato anche in diverse scuole superiori femminili. Negli anni che precedettero la prima guerra mondiale, la Amateur Athletic Union e la Intercollegiate Athletic Association degli Stati Uniti (precursore della NCAA) si rivaleggiavano per imporre un proprio regolamento. In quegli anni anche la stessa YMCA, sebbene in principio fosse stata la maggior promotrice del gioco, incominciò a scoraggiare la pallacanestro in quanto stava diventando uno sport troppo turbolento e lontano dai primi propositi. Per fortuna altre società sportive dilettantistiche, college e club professionali colmarono quel vuoto continuando a diffondere e promuovere il gioco. La prima lega professionistica, la National Basket Ball League, fu costituita nel 1898 per proteggere i giocatori dallo sfruttamento e per promuovere un gioco meno aggressivo e rude (tale lega durò solo cinque anni). Il 9 febbraio 1895, fu giocata la prima partita intercollegiale 5 contro 5 tra la Hamline University e la School of Agriculture, che era affiliata all'Università del Minnesota. La School of Agriculture vinse la partita con il risultato di 9–3. (il punteggio si alzò fino ad arrivare ad una media di 80 punti a partita).
La pallacanestro fu aggiunta al programma olimpico in occasione delle Olimpiadi di Berlino 1936 (anche se vi era stato precedentemente un torneo di pallacanestro durante le Olimpiadi di St. Louis 1904, non riconosciuto ufficialmente dal CIO). In quell'occasione, Naismith consegnò la medaglia d'oro agli Stati Uniti, che sconfissero in finale il Canada.
Nel 1946 nacque negli USA la National Basketball Association (NBA), con lo scopo di organizzare le squadre professionistiche e rendere lo sport più popolare. Nel resto del mondo, la diffusione si incrementò con la nascita della Federazione Internazionale Pallacanestro nel 1932. In Europa la pallacanestro ebbe una particolare risonanza e soprattutto l'Unione Sovietica fu lo Stato che riuscì a competere a livello internazionale alla potenza degli Stati Uniti.

## Le strutture

### Il campo

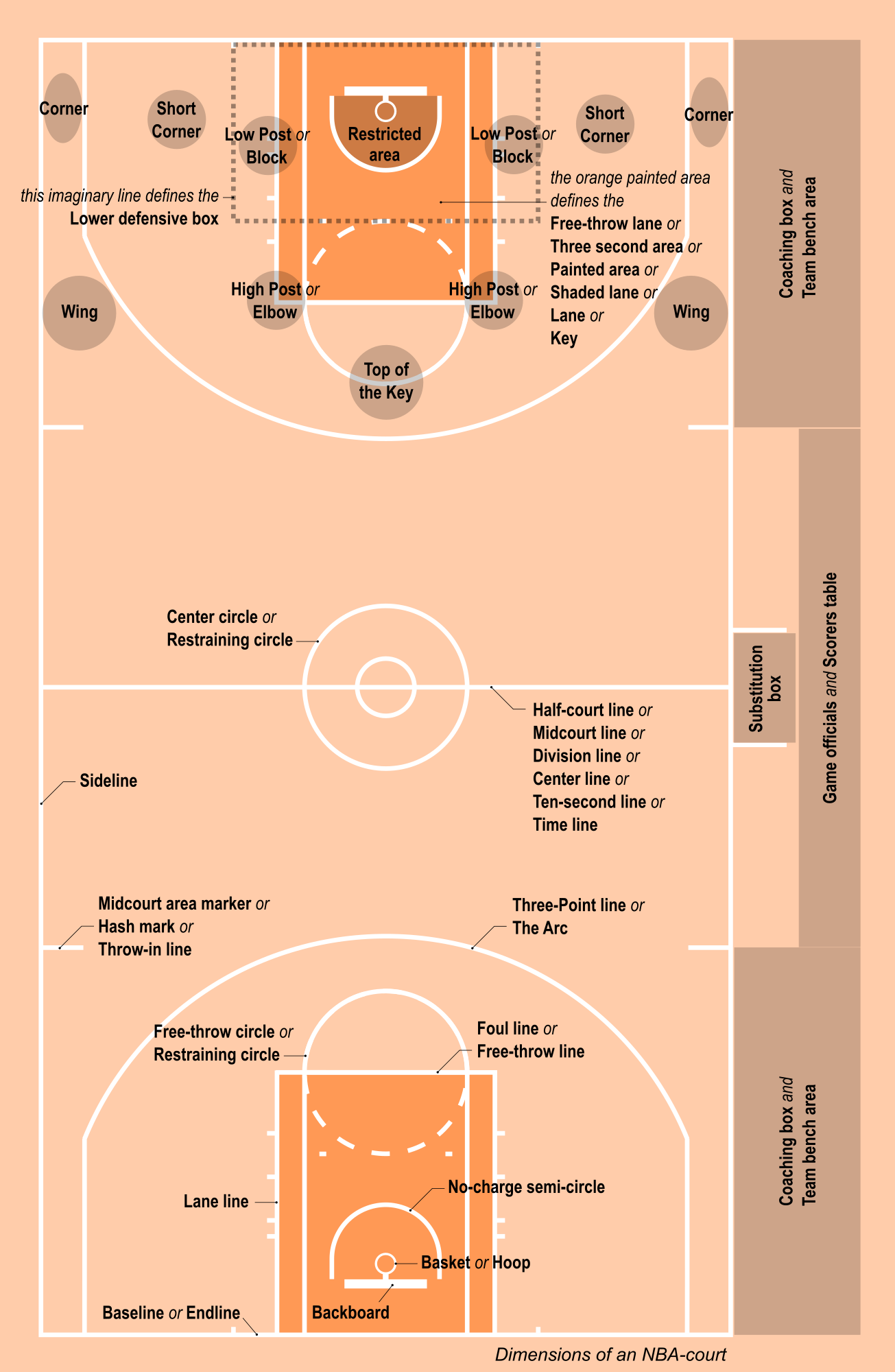
Termini più importanti relativi al campo da basket

Nelle competizioni ufficiali le partite di pallacanestro vengono solitamente giocate al coperto in grandi impianti multidisciplinari detti palazzetti dello sport, il cui soffitto deve essere a una altezza di almeno 2 m dal campo di gioco. In passato era consentito giocare in campi all'aperto, ma ormai è quasi ovunque vietato per gli incontri ufficiali.
Il campo di gioco è un rettangolo largo 15 metri e lungo 28 metri (con deroghe per campi più piccoli già esistenti e solo per competizioni locali) con il pavimento in legno (obbligatorio per le competizioni più importanti), gomma o sintetico, delimitato da linee. Le linee devono essere larghe 5 centimetri e ben visibili, possibilmente bianche. La linea perimetrale delimita il campo senza farne parte. Attorno deve esservi una zona larga almeno 2 metri priva di ostacoli (comprese le panchine dei sostituti delle due squadre).
All'interno del campo ci sono altre linee, tracciate con lo stesso colore e larghe sempre 5 cm:
- quella centrale divide il parquet in due metà uguali e si deve estendere per minimo 15 cm fuori dalla linea perimetrale;
- il cerchio centrale deve avere un diametro di 3,6 metri;
- la linea del tiro libero deve essere lunga 3,6 metri e distante 5,8 metri da quella perimetrale sotto il canestro e centrata rispetto alla larghezza del campo (il suo punto medio si trova sull'immaginaria retta che unisce i punti medi delle linee di fondo);
- le semicirconferenze delle lunette di tiro libero devono avere un raggio di 1,8 metri e sono tracciate partendo dal punto medio della linea del tiro libero;
- la zona rettangolare, posta nei pressi del canestro detta area dei tre secondi, ha una base di 4,9 metri mentre la lunghezza coincide con la linea del tiro libero (le linee che delimitano questa zona appartengono all'area dei tre secondi, eccetto la linea di fondo che come detto sopra non fa parte del campo).Nonostante ciò le dimensioni variano a seconda del Paese: in Europa, per esempio, dal 1954 al 2010 la FIBA designò un'area trapezoidale, in seguito sostituita da un’area simile a quella presente in America nella NBA;
- le linee delle tacche (dette anche ”post alto“ e “post basso”) che delimitano gli spazi per il rimbalzo sono tracciate sul bordo esterno dell'area dei tre secondi, individuando il luogo in cui possono posizionarsi i cinque rimbalzisti durante un tiro libero;
- all'interno dell'area dei tre secondi vi è un semicerchio (detto comunemente “smile”) di raggio di 1,25 metri, avente origine nella proiezione a terra del centro del canestro che delimita la zona di non sfondamento;
- la linea del tiro da tre punti, che delimita l'area del tiro da tre punti, è formata da una semicirconferenza distante 6,75 metri dal canestro e da due linee parallele che si stendono perpendicolarmente dalla linea di fondo, con il bordo esterno a 0,90 m dal bordo interno delle linee laterali. La linea dei tre punti, così come l’area dei tre secondi, è stata oggetto di cambiamenti nel tempo. Insieme all'area a trapezio c’era anche una linea dei tre punti a 6,25 metri. Nella stagione 1994-1995 la NBA arretrò la linea dei tre punti da 7,25 a 6,75 metri (come è attualmente disposta in Europa e nei paesi aggregati alla FIBA) salvo poi tornare, dalla stagione 1997-1998, alla distanza di 7,25 metri per contrastare la crescente percentuale da tre punti di molte squadre e per agevolare la spettacolarità delle partite.

### Le attrezzature
I tabelloni e i canestri

Il tabellone e il canestro

Per il gioco sono necessarie le cosiddette unità di supporto: due tabelloni, due canestri e i relativi sistemi di sostegno e protezione.
I tabelloni sono posti all'interno del campo di gioco, alla distanza di 1,20 m dalla linea di fondo. Devono avere le seguenti dimensioni: altezza 105 cm, larghezza 180 cm e spessore 5 cm. Possono essere di materiale trasparente (vetro di sicurezza temperato o materiale plastico) o di altri materiali. In quest'ultimo caso devono essere dipinti di bianco.
Di solito i tabelloni sono posti su sostegni che rimangono quasi totalmente esterni alle linee del campo. A volte possono essere agganciati al muro degli impianti più piccoli tramite delle impalcature in ferro. Il retro dei tabelloni e la struttura che li sostiene non fanno parte del campo e, quindi, se la palla li tocca viene dichiarata fuori.
Ai tabelloni vengono quindi appesi i canestri (con sganciamento a pressione), che sono composti da un anello di ferro del diametro di 45 cm e da una retina di corda bianca. Essa, allargandosi al passaggio della palla, permette all'arbitro di verificare con sicurezza se il canestro è stato effettuato o meno (accorgimento per evitare errori di parallasse). L'anello del canestro è posto a 3,05 m di altezza dal campo.

#### La palla

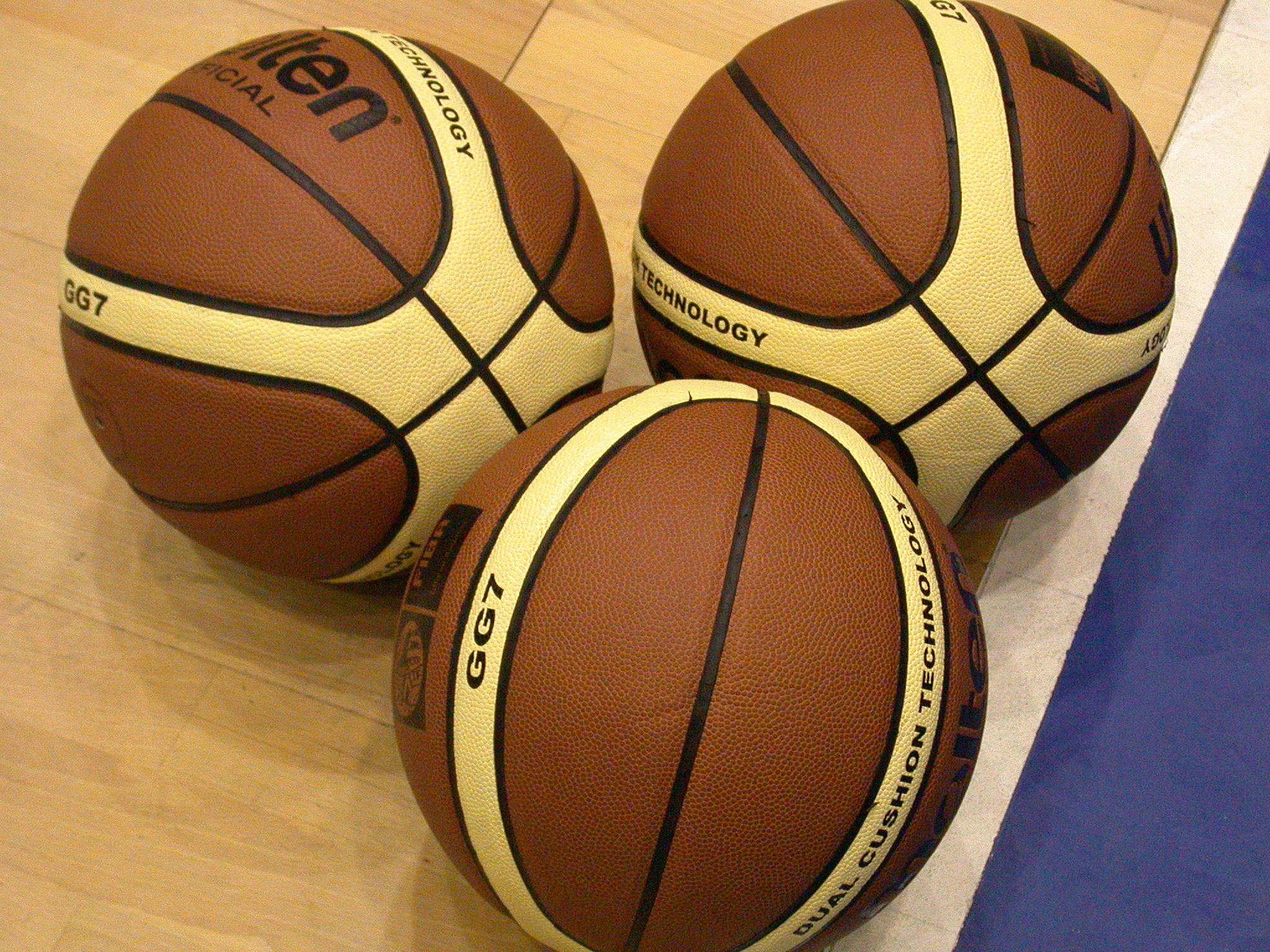
Palloni ufficiali della FIBA

La palla da basket deve essere di forma sferica, di cuoio o pelle ruvida, o di materiale sintetico, in modo da facilitare la presa dei giocatori anche con le mani sudate e deve essere anche della giusta durezza. Solitamente è di colore arancione-marrone, con tre linee nere il cui particolare disegno (due circolari che attraversano il diametro e una molto ondulata nella forma più classica) è all'origine del soprannome "palla a spicchi", ma nelle varianti per i playground è spesso variopinta. Le palle indoor e outdoor differiscono anche per i materiali di cui sono ricoperte.
Dalla stagione 2004-2005 la FIBA ha adottato un pallone disegnato dal designer italiano Giugiaro, con delle strisce chiare accanto al classico arancione, al fine di migliorarne la visibilità per giocatori e pubblico.
Secondo il regolamento, il pallone può avere una circonferenza che varia tra i 72,4 cm (competizioni femminili) e i 78 cm (competizioni maschili), con un corrispondente diametro di circa 23 e 25 cm rispettivamente, e un peso tra i 510 e i 753 grammi.

#### Altre attrezzature
Ai fini del gioco sono necessarie altre attrezzature secondarie. È necessario un cronometro di gara, che nei campi omologati sia collegato a un tabellone luminoso per segnare anche il risultato. Nelle gare in cui sia prevista la figura dell'ufficiale di campo, è presente anche un tabellone dei ventiquattro secondi, con la postazione di comando al tavolo e delle postazioni visibili dal campo sia dai giocatori, ma anche volendo dagli spettatori che indichino lo scorrere del tempo. Il cronometro e l'apparecchio dei 24 secondi devono essere dotati di due forti segnali acustici diversi fra loro.
Sono inoltre necessari un cronometro aggiuntivo per le sospensioni (solitamente una cipolla), il referto di gara, le palette per indicare il numero dei falli e per il bonus, la freccia del possesso alternato. Infine, il campo deve essere dotato di un adeguato impianto di illuminazione.
Come si svolge il gioco:
☆La gara viene disputata da due squadre composte da cinque giocatori ciascuna.
☆Ogni squadra dispone inoltre di un numero di riserve che può variare da 5 a 7 (a seconda dei campionati) che possono sostituire senza limitazioni i giocatori titolari ed essere a loro volta sostituite.
☆ Un giocatore che è stato sostituito può in ogni caso ritornare in campo in sostituzione di un compagno di squadra. Solo nei casi in cui a un giocatore vengano assegnati cinque falli (sei in NBA) o venga espulso egli non può più giocare la partita e deve essere obbligatoriamente sostituito. Quindi, anche se si verifica molto raramente, è possibile che in campo una o entrambe le squadre abbiano meno di cinque giocatori e che il numero di essi non coincida.
☆ Nel caso una squadra, per falli o incidenti dei giocatori, ne abbia solamente uno a disposizione, non avrebbe a chi passare la palla al momento di effettuare una rimessa, la partita termina con la vittoria della squadra avversaria.

### La partita
Lo scopo di ognuna delle due squadre è quello di realizzare punti facendo passare la palla all'interno dell'anello del canestro avversario (fase offensiva) e di impedire ai giocatori dell'altra squadra di fare altrettanto (fase difensiva).
Ogni partita dura quaranta minuti suddivisi in quattro periodi di dieci minuti di gioco effettivo ciascuno (12 minuti nella NBA per un totale di 48 minuti), suddivisione che precedentemente era di due periodi da venti minuti. Nel basket universitario NCAA, invece, si giocano due tempi da 20 minuti, mentre nel basket giovanile la durata può variare con quarti da 8 o 10 minuti. Tra il secondo e il terzo periodo viene effettuato un intervallo che va dai dieci ai venti minuti. Alla ripresa del gioco le squadre devono scambiarsi il campo, mentre negli altri casi l'intervallo è solamente di due minuti (senza il cambio del campo).
Ogni squadra per completare un attacco ha ventiquattro secondi di tempo. Se non ci riesce il possesso passa alla squadra avversaria. I ventiquattro secondi vengono ripristinati ogni qualvolta la palla cambia di possesso; se invece la squadra che attacca è nuovamente con la palla in mano dopo che essa ha toccato l'anello di ferro, il cronometro si riporta a quattordici secondi. Nel caso ci sia un fallo o un'infrazione di piede, se sono rimasti tredici secondi o meno, il cronometro viene riportato a quattordici secondi. Se invece il tempo di gioco è maggiore di quattordici secondi si prosegue il conteggio. Tale regola fu inventata dall'italo-americano Danny Biasone.
La squadra vincente della partita è quella che ha realizzato il maggior numero di punti alla fine del quarto periodo di gioco. In caso di parità la gara si prolunga di altri cinque minuti (tempo supplementare) e in caso di ulteriore parità si procederà a oltranza con altri tempi finché una delle due squadre non è in grado di schierare due giocatori perché gli altri hanno commesso cinque falli o sono stati espulsi o sono infortunati.
In alcuni casi, le partite possono durare molto più del previsto. Ad esempio, la partita più lunga della storia del basket professionistico si è giocata nel 1951 tra gli Indianapolis Olympians e i Rochester Royals, durando 78 minuti effettivi con ben sei supplementari.
Il basket 3×3, invece, ha una durata molto più breve. Si gioca un solo periodo di 10 minuti, ma la partita può terminare prima se una squadra raggiunge i 21 punti. In caso di parità, si gioca fino a quando una squadra segna due punti in più, rendendo questo formato molto più veloce rispetto al basket tradizionale.

### Valore dei punti

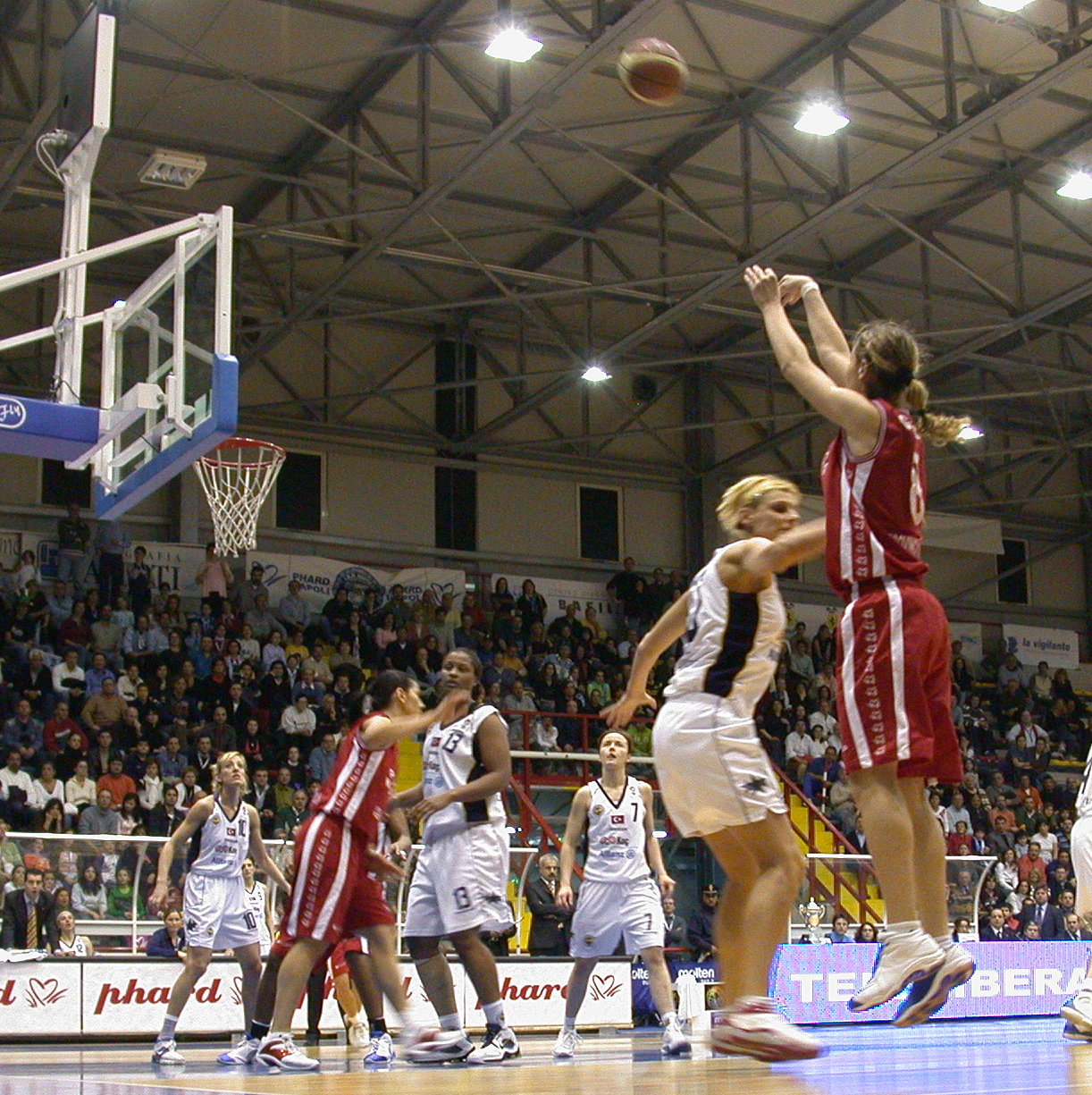
Tiro da tre di Sara Giauro, Phard Napoli

Il conteggio dei punti viene effettuato assegnando a ogni canestro un punteggio a seconda del luogo in cui si trovava chi ha tirato la palla e del tipo di tiro effettuato:
- 1 punto: viene assegnato per ogni canestro fatto eseguendo un tiro libero
- 2 punti: si ottengono per ogni canestro fatto eseguendo un tiro all'interno dell'area delimitata dalla linea dei 3 punti.
- 3 punti: vengono assegnati per ogni canestro fatto eseguendo un tiro all'esterno dell'area dei 3 punti (entrambi i piedi del tiratore non devono toccare la linea). La distanza tra il canestro e l'arco da 3 punti è di 6,75 metri nella FIBA e 7,25 metri nella NBA.

Se un giocatore subisce il fallo durante un tiro e lo segna comunque, i due o tre punti sono validi e si aggiunge un tiro libero supplementare (nel secondo caso il giocatore può segnare 4 punti in un'azione). Nel caso il giocatore non segnasse, viene assegnato un numero di tiri liberi pari al valore del canestro non segnato. In caso di fallo antisportivo (che in precedenza veniva chiamato "fallo intenzionale") chi lo subisce ha sempre due tiri liberi, in caso di fallo tecnico ci sarà un solo tiro libero; nel caso in cui la squadra tiri i liberi a seguito del fallo antisportivo, essa ha anche il successivo possesso con una rimessa a metà campo; a seguito di fallo tecnico, il possesso rimane alla squadra che lo aveva prima del fischio del fallo. Negli altri casi, all'ultimo tiro libero, i giocatori si dispongono in posizioni specifiche per cercare di recuperare la palla sull'eventuale rimbalzo, nel caso il tiro non vada a segno.

### Infrazioni
Quando durante l'azione di gioco il giocatore infrange il regolamento, gli arbitri devono fischiare un fallo o una violazione.

#### Le violazioni
Le violazioni sono infrazioni alle regole che prevedono come sanzione la conclusione dell'azione in corso e l'assegnazione di una rimessa in gioco dal punto a bordo campo più vicino al punto dell'infrazione, a favore della squadra avversaria.
Le violazioni previste sono:
- Il giocatore che tocca una linea che delimita il campo di gioco mentre gioca la palla finisce fuori campo (le linee che delimitano il terreno di gioco sono considerate al di fuori di esso). (Regolamento Tecnico, art. 23)
- Doppio palleggio o doppia si ha quando un giocatore, dopo aver concluso un palleggio, prende la palla con una o due mani e successivamente ricomincia a palleggiare.
- Palla accompagnata: quando un giocatore nel palleggiare porta la mano al di sotto del pallone in maniera tale che la palla possa virtualmente fermarsi nella mano del palleggiatore. Non è prevista violazione nel caso in cui la palla cada accidentalmente dalle mani del palleggiatore, in questo caso questi potrá riprendere il palleggio.
- Passi: quando un giocatore muove il piede perno (quel piede che un giocatore non muove per primo dopo aver ricevuto palla o dopo aver arrestato il palleggio) prima di palleggiare o dopo che ha smesso di palleggiare oppure quando un giocatore salta in possesso di palla ma atterra prima che essa abbia lasciato la propria mano. La regola prevedeva un terzo caso: quando un giocatore con la palla in mano cade a terra commette passi se scivola, rotola o tenta di rialzarsi spostando il "perno" costituito da una parte del suo corpo. Dalla stagione 2008 l'azione è considerata legale se il giocatore cade e scivola mentre trattiene la palla oppure ottiene il controllo della palla mentre è sdraiato o seduto. Se, dopo aver trattenuto la palla, il giocatore rotola o tenta di alzarsi senza palleggiare commette violazione. (Regolamento Tecnico, art. 25)
- 3 secondi offensivi: quando un giocatore rimane nell'area dei 3 secondi della squadra avversaria per un tempo superiore a quello previsto mentre la propria squadra è in possesso della palla. Questo "conteggio" parte solamente da quando la palla passa nella zona di attacco. (Regolamento Tecnico, art. 26)
- 3 secondi difensivi: quando un giocatore rimane nell'area dei 3 secondi della propria squadra per un tempo superiore a quello previsto mentre la squadra avversaria è in possesso della palla. Questo "conteggio" parte solamente da quando la palla passa nella zona di difesa. Questa regola viene applicata solo nel campionato americano NBA.
- 5 secondi o Giocatore marcato da vicino: quando un giocatore non effettua una rimessa laterale entro cinque secondi, oppure durante le fasi di gioco, quando dopo avere bloccato il palleggio trattiene la palla nelle mani per cinque secondi, essendo marcato da vicino (<1,00 m). (Regolamento Tecnico, art. 27)
- 8 secondi: quando la squadra in attacco non supera con il pallone la linea di metà campo entro il tempo previsto, a partire dalla rimessa in gioco. (Regolamento Tecnico, art. 28)
- 24 secondi: quando la squadra in attacco non esegue un tiro al canestro avversario (entrare o toccare l'anello) entro il tempo previsto. Una volta toccato il ferro, il cronometro viene riportato a 24 secondi e ricomincia a scendere quando la squadra avversaria prende il controllo della palla; se il controllo della palla viene preso dalla squadra in attacco il cronometro verrà portato a quattordici secondi. Il cronometro dei 24 secondi viene azzerato quando un giocatore della squadra avversaria ottiene il controllo della palla oppure colpisce volontariamente il pallone con un piede. Per i campionati in cui non è previsto l'utilizzo del cronometro dei 24 secondi, l'arbitro o uno dei due arbitri tiene il conteggio mentalmente e lo "azzera" ogni volta che il gioco viene fermato. (Regolamento Tecnico, art. 29)
- Ritorno della palla in zona di difesa o Infrazione di campo: Avviene quando la squadra che ha il possesso della palla, dopo aver superato la metà campo, ritorna nella propria zona di difesa anche solo toccando la linea di metà campo. Il palleggiatore è considerato in attacco quando la palla ed entrambi i piedi hanno superato la metà campo, perciò se il palleggiatore supera la metà campo solo con la palla o solo con un piede, non deve essere considerato in attacco e gli otto secondi continueranno a scorrere. (Regolamento Tecnico, art. 30). È tuttavia prevista un'eccezione: nel caso in cui un giocatore acquisisca il controllo della palla in volo essendo saltato dalla propria metà campo offensiva e cadendo nella propria metà campo difensiva nell'atto di intercettare un passaggio avversario (dunque la sua squadra non era in possesso del pallone prima che il giocatore in questione lo controllasse), l'azione non viene considerata violazione di ritorno della palla in zona di difesa; questo nonostante il regolamento tecnico stabilisca che un giocatore mentre è in volo viene considerato come se si trovasse nel punto da cui ha spiccato il salto (interpretazioni ufficiali FIBA).
- L'interferenza a canestro: quando durante un tiro a canestro un giocatore tocca la palla mentre questa è completamente al di sopra dell'altezza dell'anello (3,05 m) ed è in fase di parabola discendente oppure ha toccato il tabellone. Se a compiere la violazione è un giocatore della squadra in attacco l'azione si interrompe e viene assegnata una rimessa agli avversari, se l'ha compiuta un difensore viene assegnato al tiro il punteggio che avrebbe realizzato nel caso la palla fosse entrata a canestro e il gioco riprende come se il canestro fosse effettivamente stato realizzato. Non è possibile nemmeno toccare la retina del canestro o il tabellone stesso quando è in atto un tiro verso canestro; anche qui, se l'infrazione è fatta da un difensore, il canestro viene considerato valido. (Regolamento Tecnico, art. 31)

#### Falli
Un fallo è un'infrazione alle regole che concerne il contatto personale con un avversario e/o un comportamento antisportivo.
I falli comportano o una rimessa o dei tiri liberi (se il giocatore che subisce il fallo stava tirando; sempre dal 5º fallo di squadra in poi per ogni quarto di gioco) per la squadra avversaria.
Il fallo viene fischiato quando c'è un contatto irregolare con l'avversario. I più diffusi sono:
- Fallo su tiro: il difensore ostacola in maniera irregolare il tiro dell'avversario. Non si può, infatti, toccare l'avversario mentre tira e non si possono abbassare le braccia su di lui (devono rimanere perpendicolari al terreno).
- Sfondamento: si tratta di un fallo in attacco, commesso da un giocatore che va a colpire un difensore rimasto fermo (piedi fermi o comunque rimasto nel suo "cilindro" d'azione) durante la sua azione d'attacco.

Qualsiasi altro tipo di contatto, trattenuta o difesa irregolare comporta il fischio di un fallo contro il difensore.
Vi sono poi quattro falli particolari:
- Fallo antisportivo: il giocatore commette un fallo pericoloso deliberatamente senza l'intenzione di giocare la palla. Rientra in questa categoria di fallo anche il fermare da ultimo uomo un avversario lanciato a canestro. La punizione consiste in due tiri liberi e possesso di palla per la squadra avversaria. Dopo due falli antisportivi un giocatore è automaticamente espulso.
- Fallo tecnico: l'arbitro fischia il fallo tecnico a un giocatore in caso di forti proteste o di manifestazioni antisportive nei confronti degli avversari o degli arbitri. Il tecnico può essere fischiato all'allenatore oppure addebitato alla panchina. In ogni caso si ha un tiro libero e possesso di palla a chi ne aveva diritto prima del fallo. Se l'allenatore riceve due falli tecnici (oppure ne vengono attribuiti tre alla panchina) deve essere allontanato dal campo e dovrà lasciare l'impianto di gioco oppure attendere negli spogliatoi la fine dell'incontro.
- Fallo da espulsione: è il fallo peggiore, da fischiare se il giocatore assume una condotta particolarmente pericolosa nei confronti di qualcun altro, insulta o minaccia pesantemente l'arbitro. Il giocatore espulso dovrà rimanere negli spogliatoi, oppure, a sua discrezione lasciare l'impianto di gioco.
- Espulsione da rissa: è una squalifica che non dà alcuna sanzione alla squadra che la commette ma costringerà comunque il giocatore ad allontanarsi dal campo per poi venire punito dalla commissione. È l'unico fallo che non sottintende la responsabilità oggettiva della squadra ma punisce la responsabilità oggettiva del giocatore. In questo caso tutti i giocatori che partecipano alla rissa vengono puniti a meno che non intervengano per allontanare i giocatori coinvolti.

I falli comunque sono raggruppati in sette categorie (con sigla):
- "P": falli personali dei giocatori (sanzionato in base alla situazione del bonus e se l'avversario stava tirando o meno)
- "T": fallo tecnico di un giocatore (sanzionato sempre con un tiro libero più possesso a chi ne aveva diritto prima del fallo tecnico)
- "U": fallo antisportivo di un giocatore (sanzionato con due tiri liberi o uno se chi ha subito il fallo ha segnato il canestro, più extra possesso agli avversari)
- "D": fallo squalificante o espulsione di un giocatore (sanzionato con due tiri liberi o uno se chi ha subito il fallo ha segnato il canestro, più extra possesso agli avversari, verranno prese decisioni dalla commissione disciplinare)
- "F": espulsione per rissa di un giocatore non in campo (non sanzionato sul campo se non con l'allontanamento del giocatore, verranno prese decisioni dalla commissione disciplinare)
- "C": fallo tecnico all'allenatore (sanzionato sempre con un tiro libero più possesso a chi ne aveva diritto prima del fallo, con l'allontanamento dell'allenatore se recidivo)
- "B": fallo tecnico alla panchina (sanzionato sempre con un tiro libero più possesso chi ne aveva diritto prima del fallo, non viene assegnato a chi ha commesso la protesta in panchina ma viene addebitato direttamente all'allenatore).

Ogni quarto, dopo che una squadra ha commesso cinque falli cumulativi (di qualsiasi tipo eccetto rissa) raggiunge il bonus:
ovvero a ogni fallo successivo (fino alla fine del quarto) commesso in fase difensiva concederà alla squadra avversaria due tiri liberi, anche se il giocatore avversario non era in fase di tiro.
I tempi supplementari vengono considerati come estensione del 4º quarto, ovvero, se una squadra ha raggiunto il bonus durante il 4º quarto inizierà i supplementari già con il bonus.

### Arbitri
Gli arbitri hanno il compito di dirigere il gioco e segnalare i falli e le altre infrazioni. Nelle competizioni di massimo livello gli arbitri sono tre, ma nelle categorie inferiori o giovanili possono essere due o uno. A causa della complessità nel conteggio dei punti e nel cronometraggio, gli arbitri sono sempre coadiuvati dagli ufficiali di campo, che siedono su un apposito tavolo posizionato a bordo campo, e hanno il compito di tenere traccia su un apposito referto dei punti segnati e dei falli commessi da ogni giocatore, e di regolare il cronometro principale e quello dei 24 secondi.

### Punti assegnati in caso di vittoria e di sconfitta
In quasi tutte le competizioni cestistiche vengono assegnati due punti a chi vince e zero punti a chi perde, ma nelle competizioni per nazionali vengono assegnati due punti alla vincente e uno alla perdente.
L'assegnazione di un punto alla squadra perdente nelle nazionali è legata al fatto che, nel caso una squadra non si presentasse sul campo di gara, oltre a perdere la partita a tavolino, otterrebbe automaticamente una penalizzazione di un punto in classifica.
Nella pallacanestro il pareggio è impossibile; in caso di parità alla fine dei tempi regolamentari si fanno tempi supplementari a oltranza, a meno che la parità si verifichi alla fine del tempo regolamentare in una competizione a eliminazione diretta con gare di andata e ritorno.

### Differenze tra le regole FIBA e quelle della NBA
Le regole applicate a livello internazionale in tutte le competizioni, Mondiali e Olimpiadi comprese, sono leggermente diverse da quelle in uso nella NBA.
Innanzitutto nella lega statunitense i quarti sono da dodici minuti anziché dieci, e un giocatore può commettere sei falli prima di dovere lasciare il campo anziché cinque (ma il rapporto con il minutaggio è identico). Nella NBA, inoltre, la difesa a zona è stata concessa solo dal 2002: in precedenza veniva fischiato un fallo tecnico per "difesa irregolare" se il difensore non marcava a uomo il suo avversario. Tuttavia per limitarne l'uso un difensore non può rimanere in area per più di tre secondi con l'avversario a più di un braccio di distanza, pena il fischio di un'infrazione.
Secondo il regolamento FIBA le squadre possono schierare dodici giocatori a referto per partita. Mentre nell'NBA ogni squadra può schierare tutti i giocatori attivi, da un minimo di tredici fino a un massimo di quindici.
Le diverse regole statunitensi hanno soprattutto lo scopo di rendere il gioco più spettacolare: i passi in partenza non vengono fischiati se il giocatore decide di partire in palleggio con il piede perno. Nelle regole FIBA una volta che un giocatore, con la palla, ha deciso di muovere un piede e di conseguenza sceglie l'altro piede come piede perno, quest'ultimo non dev'essere mosso per evitare l'infrazione di passi. Inoltre per il terzo tempo nella NBA si tende a considerare "passo zero" quello effettuato appena la palla viene raccolta nel movimento dei tre passi.
Altre importanti differenze si trovano nelle dimensioni del campo di gioco (28 m × 15 m FIBA; 28.65 m × 15.24 m circa in NBA) e nella distanza della linea del tiro da tre punti. In Europa è situata a 6,75 (introdotta nel 2010, precedentemente era 6,25), mentre in America si trova a 7,25 m (in realtà variabile poiché ai lati la linea non segue la forma di semicerchio, ma scende parallela alla linea che delimita il campo lateralmente, arrivando a determinare una distanza minima di 6,71 m dal canestro per i tiri dall'angolo). La NBA ha introdotto il tiro da tre punti nel 1979-80, seguendo l'esempio della defunta American Basketball Association (ABA), che lo usò già a partire dal 1967-68. Tra il 1994-95 e il 1996-97 la distanza era stata ravvicinata a 6,75 m, salvo fare marcia indietro per limitare l'eccessiva ricerca del tiro da tre punti che alcune squadre effettuavano.
Un'ulteriore differenza molto importante ma eliminata con la stagione 2017-2018, riguarda la regolamentazione dei time-out. In America era infatti ammesso che i giocatori chiamassero un time-out "breve" (venti secondi contro il minuto di quello "regolare"). Ci si avvaleva spesso di questa possibilità quando altrimenti si sarebbe rischiato di perdere la palla perché raddoppiati o triplicati. Ora sono possibili solo sette time-out da 75 secondi, di cui solo due disponibili negli ultimi tre minuti di gioco.
Anche altri campionati utilizzano regole leggermente diverse da quelle FIBA. Nel campionato statunitense universitario NCAA il limite di tempo per completare un'azione è di 30 secondi invece che 24 (precedentemente era 45, poi 35 e dal 2015 abbassato all'attuale limite) e le partite sono divise in due tempi da venti minuti (così come era per la FIBA fino al 2000). Il tiro da 3 è posto a 6,30 m. I time-out a disposizione sono quattro per squadra. È differente anche il bonus per i tiri liberi: dopo otto falli di squadra sono concessi i due liberi, ma se il primo tentativo non va a segno il gioco riprende a rimbalzo. Dal decimo fallo la regola è quella consueta.
Un'altra differenza è la regola dei cinque secondi con la palla in mano che in NBA non esiste. La regola dei cinque secondi nel campionato americano è differente: un giocatore non può dare le spalle al canestro per più di cinque secondi in possesso di palla.

## Ruoli
Un cestista può ricoprire in campo uno o più dei seguenti ruoli:
- playmaker
- guardia tiratrice
- ala piccola
- ala grande
- centro o pivot

## Fondamentali e altri movimenti importanti
Alcuni movimenti nella pallacanestro vengono chiamati fondamentali, e sono quelli su cui si basa tutto il gioco. Nella definizione "stretta", i fondamentali sono tre: palleggio, passaggio, tiro
Nella definizione "completa" i fondamentali sono quattro: oltre ai primi già menzionati si aggiungono i movimenti difensivi.
Nella lista compaiono altri movimenti che non sono veri e propri fondamentali, come il rimbalzo, il blocco, ma rappresentano alcuni degli aspetti più significativi del gioco.

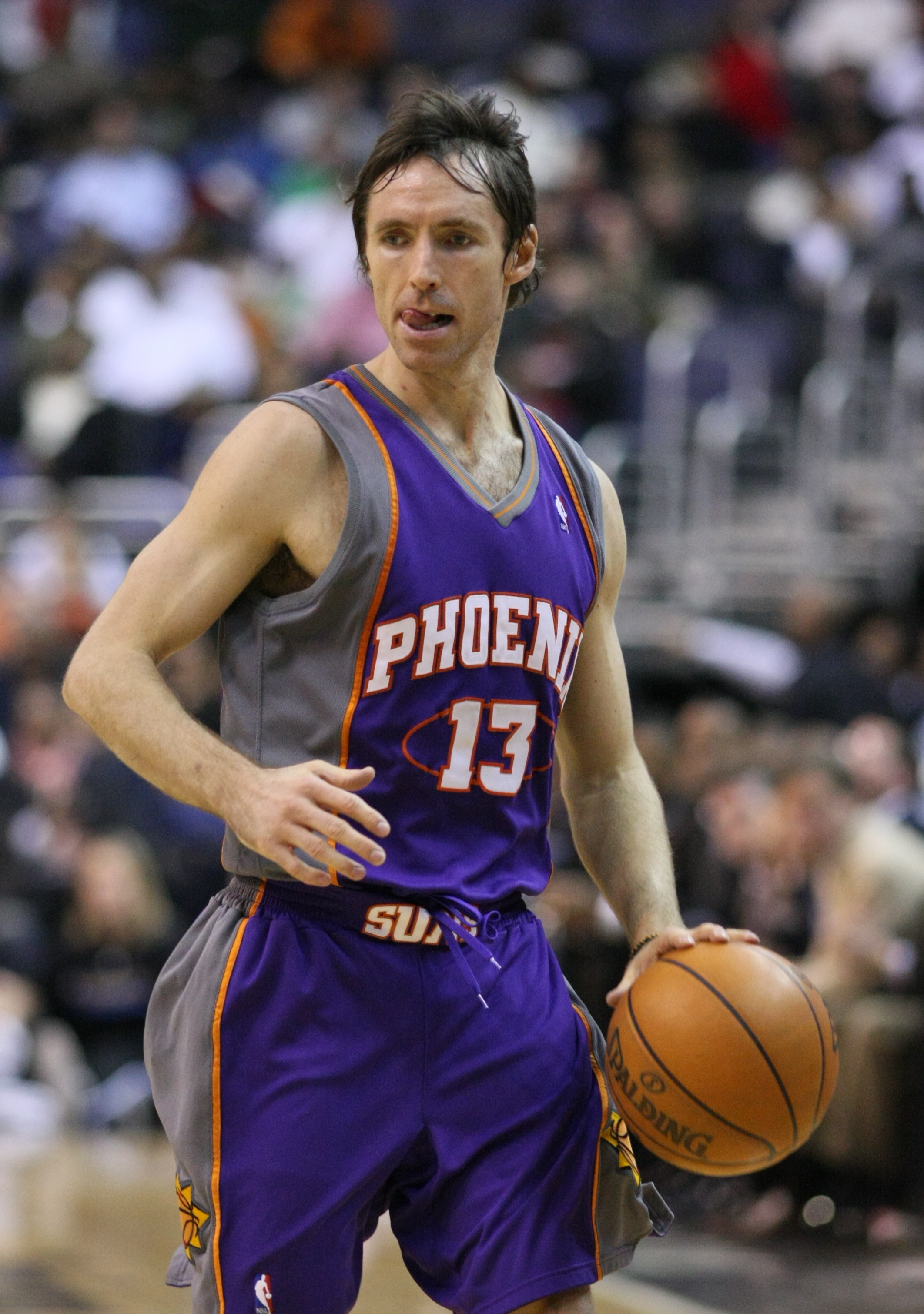
Steve Nash in palleggio

### Palleggio
Il palleggio è un fondamentale di base. Il giocatore che porta avanti la palla deve necessariamente palleggiare, tirare o passare il pallone, sempre. Il palleggio va fatto con una sola mano, si può palleggiare anche alternando le mani e si attua spingendo il pallone verso il pavimento, dal quale rimbalza per tornare nella mano del giocatore.

### Passaggio
Il passaggio della palla a un compagno è estremamente importante e deve essere effettuato entro 5 secondi, se la palla viene raccolta con due mani. La difesa cercherà di intercettare il passaggio anticipando i giocatori senza la palla. A seconda dei casi, la palla può essere passata con un passaggio teso al petto, schiacciato a terra, a pallonetto, oppure in modi anche più spettacolari, come facendola passare dietro la schiena.
Il dai e vai è uno dei classici giochi a due della pallacanestro che si fonda sul passaggio: si passa la palla e si taglia verso il canestro per ricevere un passaggio di ritorno dal compagno:
- I passaggi a due mani sono in genere più diretti e semplici da effettuare e ricevere, ma anche più facili da intercettare per la difesa. A due mani, ma sopra la testa, sono molto comuni i passaggi che le guardie riservano ai lunghi posizionati in post basso, e i passaggi delle rimesse in gioco.
- I passaggi a una mano sono certamente più rapidi e possono risultare anche più spettacolari, ma certo è necessaria una maggiore abilità tecnica per effettuarli. Possono essere effettuati anche facendo rimbalzare la palla per terra o dietro la schiena.
- A una o due mani un passaggio molto spettacolare è il cosiddetto ”No look”, che consiste nel passare la palla a un compagno guardando da un'altra parte, per confondere la difesa.
- Un tipo particolare di passaggio è il passaggio consegnato, che avviene con un giocatore che prende la palla direttamente dalle mani del compagno. È particolarmente indicato quando la difesa sui giocatori senza palla è molto intensa.

### Tiro

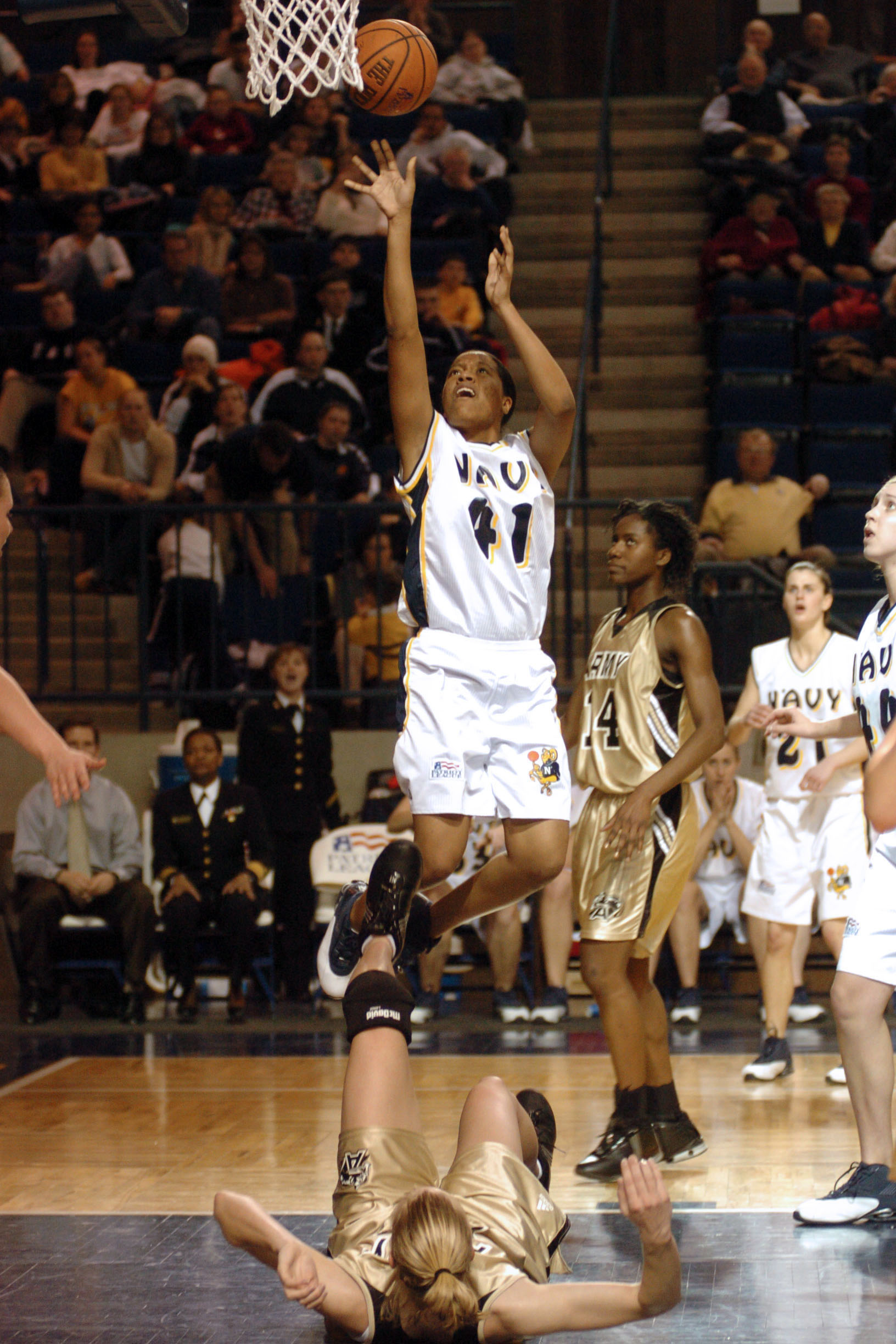
Un tiro in sospensione

Il tiro è il fondamentale d'attacco più importante. A volte si tira "in sospensione": si salta da terra e si lascia la palla quando si è in aria, in modo da evitare l'interferenza dell'avversario. Per il tiro in sospensione servono buona tecnica e coordinazione.
L'alternativa al tiro "in sospensione" è il tiro "piazzato", che può essere effettuato tenendo i piedi per terra o effettuando il tiro mentre si è nella fase ascensionale del salto, "in elevazione".

#### Regole da rispettare per ottenere un buon tiro
Prima di tutto, bisogna sapere che la forza del tiro non proviene dalle braccia, bensì dal polso e dalle gambe, quindi queste ultime hanno un ruolo importantissimo quando esse nella possibile realizzazione di un canestro vengono piegate.
La mano debole (ovvero quella che non tira) va tenuta di fianco al pallone; tuttavia molti giocatori usano metterla sotto per avere maggiore stabilità. I pollici della mano debole e della mano forte devono formare una T, anche se questa non è una regola generale, infatti, per i giocatori dotati di grandi mani risulta faticoso, quindi spesso tralasciano questo particolare. Indice e medio devono formare una V, e mentre si sta per tirare bisogna assicurarsi che l'indice della mano forte passi davanti all'occhio dello stesso lato e quando si vede il ferro del canestro sotto la palla, si può dare il via alla cosiddetta frustata, ovvero quello scatto del polso della mano forte che permette di avere la giusta parabola e la giusta rotazione. Inoltre, il tiro non va effettuato con la mano intera (infatti la palla non deve toccare il palmo della mano), bensì con i polpastrelli che, come detto precedentemente, assicurano una giusta rotazione e una giusta parabola. Molto importanti per indirizzare il tiro a canestro sono l'indice e l'anulare; infatti hanno un ruolo fondamentale per non mancare il canestro.
Da ricordare che il gomito del braccio forte (ovvero quello da cui parte il tiro), deve essere piegato a 90 gradi e anche il polso, a sua volta, deve avere questa angolatura. Per garantire una maggiore stabilità, le gambe devono essere aperte quanto la larghezza delle spalle e il gomito della mano forte deve essere allineato con la gamba dello stesso lato. A tal punto occorre una descrizione più completa della meccanica del tiro: mentre le gambe si piegano, la mano forte e la mano debole iniziano a disporsi come sopra descritto, e quando il piegamento delle gambe sarà terminato si sentirà nella mano la forza necessaria per effettuare il tiro; con la frustata del polso della mano forte si sfrutta questa forza in modo tale da ottenere un tiro più che rispettabile.
Importante è la spinta delle caviglie che è alla base del movimento!

### Terzo tempo
Il tiro in corsa (colloquialmente chiamato "terzo tempo" o layup in inglese) è una tecnica di tiro che permette di effettuare un tiro in avvicinamento al canestro avversario. Consiste nell'esecuzione di due appoggi di piede (i primi "due tempi", che sono però diversi dai "passi") e di un salto (il "terzo tempo"). Negli ultimi anni si considera l'appoggio del piede mentre si riceve il pallone come passo 0: in questo caso si conta il primo "vero" appoggio del piede quello successivo alla ricezione che precede l'appoggio dello stesso con cui ci si dà la spinta per saltare. Esempio: con il passo 0 ricevo palla mentre il piede sinistro è a terra, passo 1 con il destro e passo 2 con il sinistro che mi dà la spinta per andare a canestro.
Avvicinandosi al canestro provenendo dal lato destro l'esecuzione prevede che l'ultimo palleggio venga effettuato in corrispondenza dell'appoggio del piede sinistro, seguirà un passo con il piede destro e successivamente lo stacco del piede sinistro per il salto finale. Il tiro viene eseguito con la mano destra mentre la sinistra è lievemente sollevata a protezione del pallone dall'intervento di eventuali avversari. Sul lato opposto il movimento è speculare.
Anche se a primo avviso il terzo tempo può sembrare un'infrazione di passi e quindi una eccezione a questa regola, gli occhi più allenati (o un rallenty) possono confermarne il contrario.
Questo movimento è fatto in corsa, e quindi la velocità dell'esecuzione può trarre in inganno.
Alternativa al terzo tempo è il secondo tempo. Questo movimento diverge dal terzo tempo solamente da un particolare: invece di effettuare 2 passi se ne effettua uno solo. Questa manovra necessita di una buona coordinazione: occorre mantenere un certo equilibrio per poter tirare con la stessa mano con cui avremmo tirato con il terzo tempo anche se il piede che stacca è quello contrario. In genere si utilizza il secondo tempo per sviare il difensore che potrebbe prendere il ritmo del terzo tempo e stoppare il giocatore in attacco.

### Schiacciata
La schiacciata è senza dubbio la conclusione più spettacolare della pallacanestro. Non a caso, gli atleti che si sono distinti nelle schiacciate sono rimasti i più celebri (uno su tutti Michael "Air" Jordan). Dopo la schiacciata il giocatore non può rimanere appeso al ferro, salvo per non cadere addosso a un altro giocatore, altrimenti il "colpevole" viene sanzionato con un fallo tecnico. In favore dello spettacolo, questa infrazione viene spesso tollerata dagli arbitri, che fischiano solo quando il giocatore esagera nel rimanere "appeso", o comunque si issa sul ferro facendo leva sui bicipiti.

### Alley-oop
Il cosiddetto alley-oop è una giocata estremamente spettacolare, che necessita di una buona coordinazione, doti atletiche e affiatamento tra due compagni. Un giocatore effettua un passaggio alto, normalmente non teso, verso il ferro (senza tirare), mentre un compagno salta, afferra la palla al volo e la schiaccia o appoggia a canestro.

### Rimbalzo
Il rimbalzo è un fondamentale importante tanto in difesa, dove dà l'opportunità di ripartire in contropiede, quanto in attacco, dove offre una seconda possibilità di tiro. Consiste nell'afferrare la palla (che "rimbalza" sul ferro) dopo un tiro sbagliato. Sapersi piazzare a rimbalzo è necessario per un buon giocatore, e fondamentale è il "tagliafuori": si cerca di porsi davanti al proprio avversario e lo si tiene dietro, impedendogli di saltare a rimbalzo e anticipandolo. Tra i migliori rimbalzisti del passato NBA figurano i pluripremiati Bill Russell, Wilt Chamberlain, Moses Malone, Dennis Rodman. Negli ultimi anni si sono distinti Ben Wallace e Kevin Garnett (vincitore della classifica dal 2004).

### Tap-in
Se un giocatore salta a rimbalzo e, mentre è ancora in aria, corregge la palla a canestro, si parla di tap-in.

### Tap-out
Movimento simile al tap-in nel quale la palla, dopo essere rimbalzata nel ferro, viene spinta fuori dall'anello da un giocatore saltato a rimbalzo. Situazione molto spettacolare di tap-out è la "Spazzata", ovvero quando un giocatore evita che la palla entri nel canestro togliendola da esso: questo può essere fatto solamente dopo che la palla abbia toccato il ferro del canestro; se questo gesto viene compiuto prima che la palla tocchi il ferro il canestro non verrà considerato valido (infrazione di Interferenza). L'infrazione di interferenza entra in atto quando un difensore devia la palla nel momento di traiettoria che parte dall'inizio della discesa della parabola fino al tocco di essa sul ferro. L'interferenza si può chiamare anche se un difensore tira la retina o tocca ferro/tabellone/sostegno mentre c'è un tiro e la parabola della palla è in fase discendente.

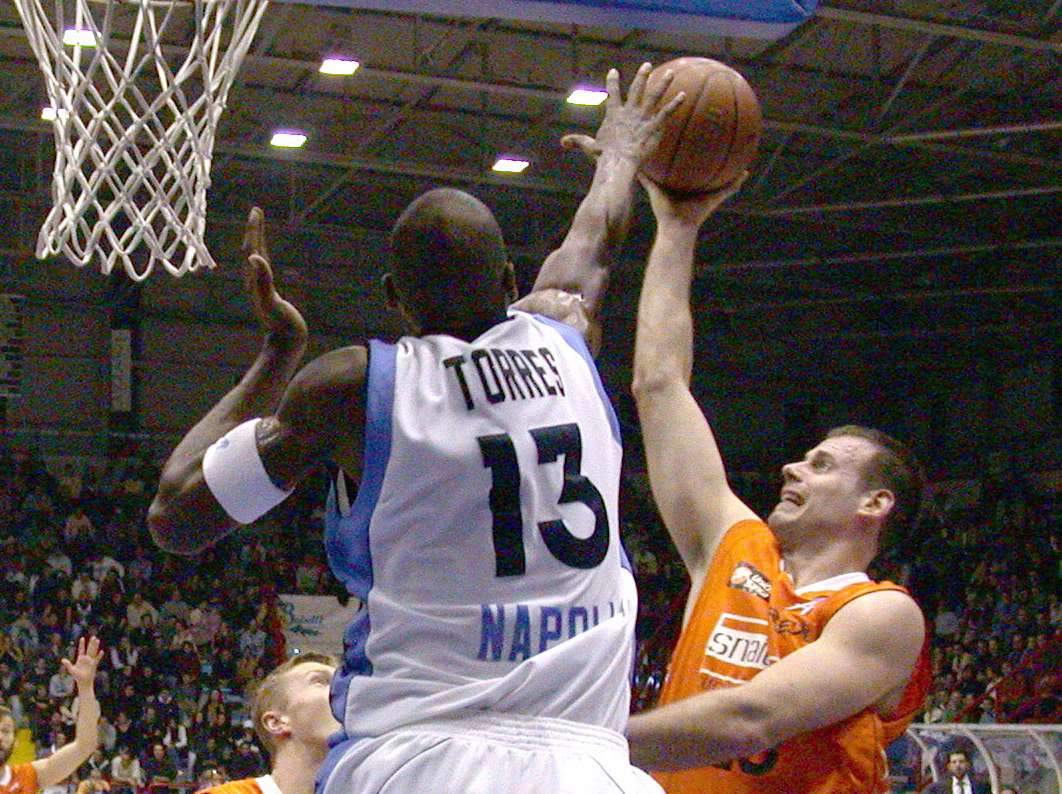
Stoppata di Oscar Torres - Pompea Napoli

### Stoppata
La stoppata è una giocata difensiva che consiste nel fermare un tiro avversario solo dopo che il giocatore ha già lasciato la palla (se la palla viene stoppata sulla mano dell'avversario si verifica un fallo) e prima che la palla abbia cominciato la sua parabola discendente verso il canestro (altrimenti il tiro è valido e vengono comunque assegnati i due o i tre punti). Quest'ultima regola non viene applicata alle schiacciate. Quando il giocatore che tira appoggia la palla al tabellone (cioè la fa rimbalzare contro il tabellone per farla entrare nel canestro), il tiro non può più essere stoppato a partire dal momento in cui la palla tocca il tabellone, nemmeno se è ancora in fase ascendente e non discendente.

### Blocco
In molti schemi della pallacanestro si sfruttano i "blocchi": un compagno di squadra si pone davanti all'avversario che vi sta marcando, dandovi la possibilità di "sfruttare il blocco" e lasciare sul posto il diretto avversario, bloccato dalla presenza del vostro compagno. Se si cerca di ostacolare il difensore muovendosi è un fallo, si tratta di "blocco in movimento". Il blocco va portato a gambe basse, piazzandosi addosso all'avversario, che non deve avere spazio per passare. Il giocatore con la palla cerca quindi di passare il più vicino possibile (o meglio spalla a spalla) al suo compagno, per non lasciare per niente spazio al difensore. In difesa si cerca di contrastare un blocco cambiando le marcature: chi marca il giocatore che porta il blocco prende il giocatore che lo sfrutta e viceversa. Altra alternativa consiste nel passare per "terzi", ovvero dietro bloccante e difensore, per non subire questo impedimento, lasciando però spazio per un tiro comodo all'attaccante. Il blocco viene usato anche in difesa per prendere il fallo di sfondamento

### Pick & Roll
Il movimento Pick & Roll, o L, è un classico gioco a due, e nasce dal blocco portato al palleggiatore. Il giocatore che porta un blocco si gira verso l'interno e chiama la palla. Ci sono diverse strategie che la difesa può adottare per difendere sul pick & roll. Può cambiare, contenere, aiutare e recuperare, raddoppiare, passare "dietro", indirizzare verso la linea di fondo. Tuttavia è molto importante la lettura della difesa per effettuare il tiro più facile. La variante di questo gioco nella quale il bloccante si allarga lontano da canestro per poter effettuare un tiro da fuori si chiama Pick & Pop.
Il movimento del Pick & Roll è stato portato a livelli altissimi dalla celebre coppia degli Utah Jazz composta dal playmaker John Stockton e dall'ala grande Karl Malone.

### Scarico
Quando il giocatore va in penetrazione i difensori della squadra avversaria si stringono in "aiuto" verso il centro dell'area: questo lascia alcuni compagni di squadra liberi, pronti a ricevere da chi è penetrato il cosiddetto "scarico", un passaggio improvviso che mette in condizione chi lo riceve di tentare subito una soluzione d'attacco senza la pressione della difesa.

### Taglio
Il taglio è il movimento compiuto da un giocatore senza la palla verso il canestro, finalizzato al ricevere un assist e andare facilmente a segnare. Si cerca di passare davanti al proprio difensore, anticipandolo e quindi smarcandosi dall'avversario. Il back-door è un taglio dell'attaccante generalmente lungo la linea di fondo campo muovendo verso il canestro. In questo caso, invece, si cerca di passare dietro il difensore (si chiama anche taglio-dietro) per sorprenderlo e ricevere il passaggio smarcante.

## Fasi del gioco

### Attacco
L'attacco nella pallacanestro non si basa su giocatori di ruolo specifici, ma è anch'esso di squadra. Ogni giocatore, a seconda del suo ruolo, può sfruttare o meno diverse possibilità: tiro da fuori, penetrazione, gioco spalle a canestro e così via. Solitamente ogni squadra ha determinati schemi, studiati in modo da adattarsi a ogni tipo di difesa che la squadra avversaria attua.

### Difesa

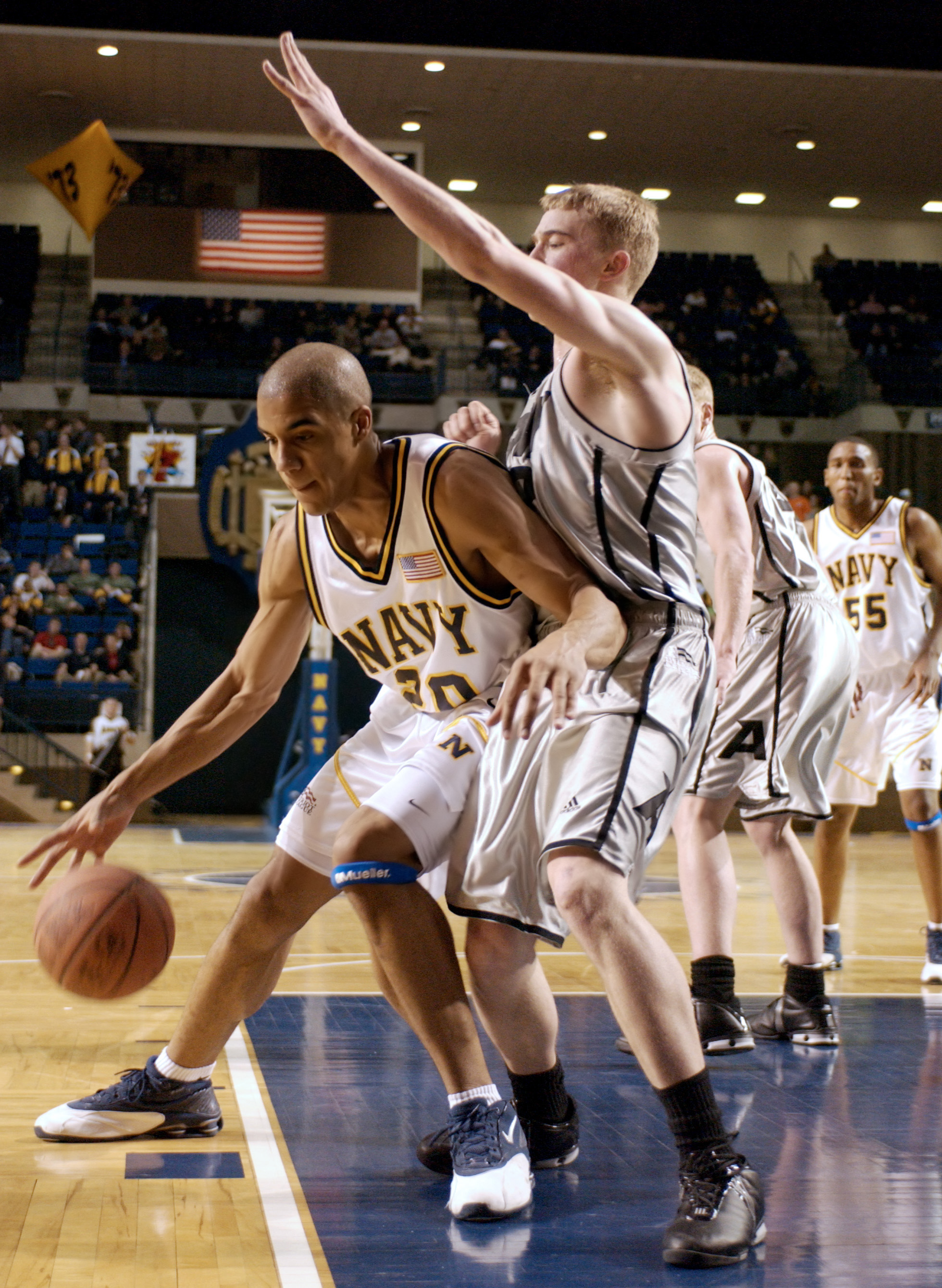
Difesa sotto canestro

La difesa nella pallacanestro è un mezzo tecnico fondamentale per vincere le partite e misura il grado di maturità dei giocatori.
Tecnicamente la difesa si può suddividere in tre settori di applicazione: difesa sul portatore di palla; difesa sul giocatore senza palla; difesa ai rimbalzi. Inoltre la squadra può difendere a uomo oppure a zona, attuando o meno il pressing o il raddoppio sul portatore di palla. Differenza sostanziale tra la difesa a uomo e quella a zona sta nel fatto che la prima segue lo spostamento del giocatore mentre la seconda quello della palla.

#### Difesa sul portatore di palla
La difesa sul portatore di palla è di sicuro la più difficile ed è quella che necessita del maggior dispendio energetico. Tecnicamente il difensore dovrà posizionarsi in posizione reattiva: gambe piegate, baricentro basso e braccia larghe, pronte a ostacolare il palleggio e il passaggio, facendo attenzione a non commettere falli, e posizionandosi davanti all'avversario, più esattamente davanti al pallone, facendo attenzione a non farsi superare, ma obbligando, se possibile, l'arresto del palleggio. Di solito si chiede di non farsi superare nei primi due palleggi, al fine di facilitare l'aiuto da parte di un compagno. Il primo passo è, infatti, fondamentale per l'attaccante se vuole superare un difensore, e se questi riesce a contenere lo scatto sarà più facilmente aiutato dai compagni. Il difensore, a questo proposito, deve cercare di indirizzare l'attaccante dove vuole lui, disponendosi in maniera opportuna, costringendolo a usare la mano "debole", cercando di spingere l'attaccante verso la linea di fondo o quella laterale, per poterlo poi "chiudere" in raddoppio con un compagno.

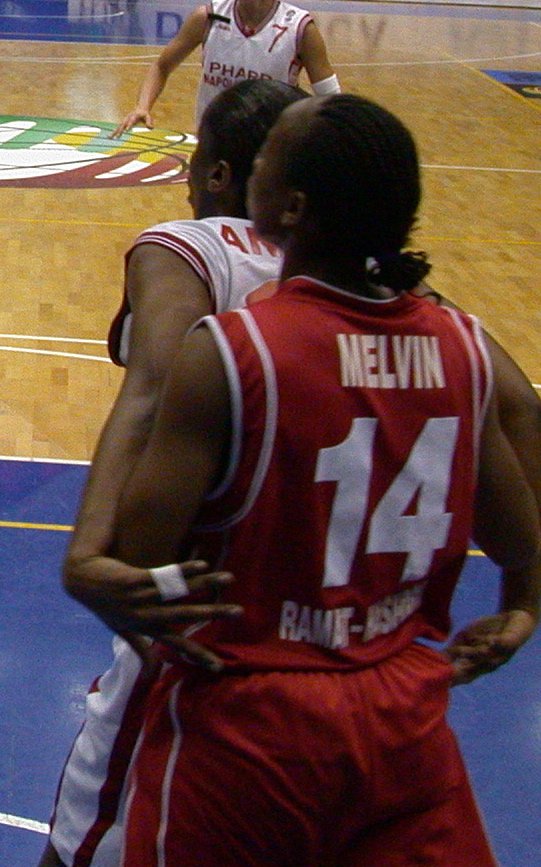
Difesa di Nicole Antibe della Phard Napoli, 2005

#### Difesa sul giocatore senza palla
La difesa sul giocatore senza palla richiede sia un'impostazione tecnica che una notevole attenzione. I punti cardine del difensore sono:
1. trovarsi sempre con le spalle a canestro (tranne che nelle rimesse da fondo campo e/o nei momenti in cui l'attaccante di propria competenza transita lungo la linea di fondo);
2. trovarsi sempre tra l'avversario e la palla in posizione di anticipo, a meno che il giocatore sul quale si difende non sia lontano dalla palla. In questo caso ci si mette nella posizione "di flottaggio", una posizione che permette di vedere sia il portatore di palla sia l'attaccante su cui si difende tenendo la schiena verso il canestro.
3. formare sempre un triangolo tenendo come punti di riferimento attaccante, portatore di palla avversario e se stessi, in modo da non farsi trovare in linea con l'attaccante e il playmaker avversario. In questo modo si possono evitare tagli "Back Door" verso canestro dell'uomo che si sta marcando.

In aggiunta a questi due fattori, il difensore dovrà essere pronto ad aiutare il compagno che difende sul portatore di palla. Si parla in questo caso di aiuto (di solito arriva dal compagno che marca l'uomo più lontano dalla palla, che come detto prima si è staccato dal suo uomo).

#### Difesa a rimbalzo
La difesa ai rimbalzi in seguito al tiro della squadra avversaria, richiede tecnica e attenzione ed è strettamente legata alla difesa sul giocatore senza palla. I punti cardine per il difensore ai rimbalzi sono:
1. al momento del tiro guardare il proprio avversario di riferimento;
2. tagliarlo fuori, cioè posizionarsi saldamente tra il canestro e l'avversario;
3. andare infine al rimbalzo.

Il giocatore che difende sul tiratore dovrà invece disinteressarsi del pallone e tagliarlo fuori.
Risulta ovvio che una cattiva marcatura sul giocatore senza palla, con una posizione errata del corpo, comporterà una pessima difesa ai rimbalzi: da qui lo stretto legame tra i due movimenti difensivi.

#### Difesa a uomo
Nella difesa a uomo, ogni giocatore ha il compito di fronteggiare direttamente un avversario specifico, e di seguirlo per tutta la durata dell'azione, fatta eccezione per situazioni particolarmente pericolose nelle quali dovrà andare in aiuto di un compagno. È il tipo di difesa più diffuso, e si basa solitamente su accoppiamenti tra giocatori con lo stesso ruolo e le stesse caratteristiche.

#### Difesa a zona
Nella difesa a zona, come dice il nome, ogni giocatore ha il compito di sorvegliare e difendere una zona di competenza, qualunque avversario vi si trovi. La difesa a zona lascia più possibilità agli avversari di tirare da fuori, ma rende più difficili (se ben realizzata) le penetrazioni. Per questo tipo di difesa è necessaria la comunicazione continua tra i compagni, per non lasciare zone scoperte. Apparentemente potrebbe sembrare una difesa meno faticosa di quella a uomo, ma la sensazione è tale solo perché spesso la difesa a zona viene sottovalutata e attuata male. Si divide in zona pari (se i giocatori nella prima linea difensiva sono in numero pari) e in zona dispari (se i giocatori nella prima linea difensiva sono in numero dispari); le più usate sono le zone 2-3 o 3-2 ma anche le zone 2-1-2 e 1-3-1 sono piuttosto utilizzate. Alla zona si può abbinare il pressing e il raddoppio di un avversario. Si può usare anche un sistema di difesa "misto", con uno o più giocatori che seguono l'attaccante a "uomo" e gli altri disposti a "zona"; di questo tipo la "Box and One" (quattro giocatori a zona e uno a uomo) e la "triangolo e due" (tre giocatori a zona e due a uomo).
Sempre più spesso si vedono difese miste o match-up: in un primo momento la squadra in difesa si schiera a zona, poi, subito dopo che la squadra avversaria ha effettuato il primo passaggio, ciascun difensore marca l'avversario che si trova davanti. È un tatticismo abbastanza raffinato che ha l'obiettivo di confondere gli avversari e vanificare ogni schema offensivo predisposto per attaccare una difesa a zona.
Per il minibasket è vietata la difesa a zona.

## Statistiche di gioco
La pallacanestro si presta a essere descritta tramite parametri statistici. Le statistiche più frequentemente rilevate riguardano punti, percentuale di tiro, rimbalzi, assist, stoppate, palle recuperate e perse, falli commessi o subiti, sia per i singoli giocatori che per le squadre. Esistono inoltre parametri più sofisticati, come quelli descritti di seguito.

### Doppia doppia e tripla doppia
Nel linguaggio cestistico si ha una doppia doppia o tripla doppia quando un giocatore va in doppia cifra in rispettivamente due o tre diverse categorie di statistiche considerate positive (quindi per esempio non le palle perse). La tripla doppia più ricorrente è quella Punti-Assist-Rimbalzi. È una statistica molto difficile da "realizzare", infatti solo due giocatori sono riusciti a tenerla come media in un'intera stagione: Oscar Robertson in quella del 1961-1962 e Russell Westbrook in quella del 2016-2017, del 2017-2018 e del 2018-2019. Westbrook è inoltre stato il primo nella storia della NBA a mantenere la tripla doppia di media per due e successivamente tre stagioni di fila.
Nel campionato di pallacanestro italiano esistono sei voci positive, poiché a fianco di assist, punti, rimbalzi, stoppate e recuperi, la Lega Basket conteggia anche i falli subiti in quanto concorrono positivamente alla determinazione della valutazione (parametro presente in Europa e nelle competizioni internazionali, ma non in NBA).

### La Quadrupla doppia
Una quadrupla doppia si raggiunge andando in doppia cifra in quattro delle cinque categorie statistiche. Nella storia dell'NBA solo quattro giocatori ne sono stati capaci: Alvin Robertson (riuscito nell'impresa grazie alle sole palle rubate e non le stoppate come i prossimi), Hakeem Olajuwon, David Robinson, Nate Thurmond.
È virtualmente possibile realizzare anche una quintupla doppia, ma nessuno c'è mai riuscito. Più accessibile, ma comunque raro perché indice di grande versatilità, è invece realizzare un 5x5, altro tipo di statistica che richiede sempre 5 specialità diverse, ma abbassa a 5 il livello da raggiungere. Hakeem Olajuwon ne ha messe a segno ben 6.

### La valutazione
Da diversi anni è in uso un sistema di calcolo che considera diversi parametri, sia in positivo che in negativo.
In positivo:
- Punti, assist, recuperi, rimbalzi, stoppate, falli subiti.

In negativo:
- Tiri sbagliati, palle perse, falli commessi, stoppate subite.

Il risultato è un punteggio che dà ragione della complessiva prestazione in campo di un giocatore. All'occhio salta subito il dato delle stoppate prese: un giocatore che si vede respingere un tiro da un avversario riceve infatti un -2, che equivale alla somma del punto in meno per il tiro sbagliato e del punto sottratto per la stoppata subita.

## Diffusione

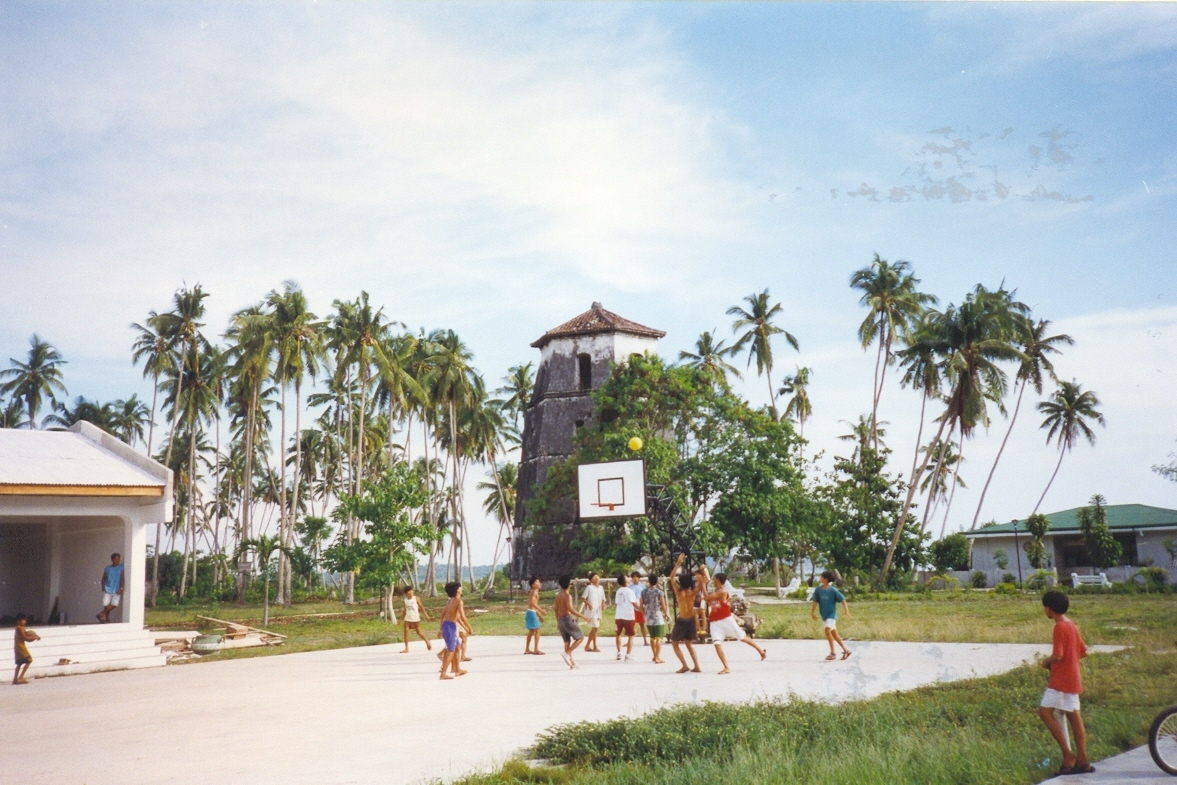
Una partita di pallacanestro nelle Filippine: il basket è uno degli sport più diffusi al mondo

### Le grandi squadre della NBA
Nel campionato NBA le franchigie più vittoriose di sempre sono i Boston Celtics guidati da Bill Russell e Bob Cousy che vinsero undici titoli in tredici anni dal 1957 al 1969 (di cui otto consecutivi tra il 1959 e il 1966), i Chicago Bulls dell'era Jordan - Pippen (6 titoli tre di seguito ben due volte nel 1991-1992-1993 e 1996-1997-1998), i Los Angeles Lakers di Magic Johnson e Kareem Abdul-Jabbar (5 titoli negli anni '80, quando inscenarono memorabili sfide con i Boston Celtics di Larry Bird e Kevin McHale) e poi quelli di Kobe Bryant, Shaquille O'Neal e Phil Jackson che inanellarono tre campionati consecutivi dal 2000 al 2002, e i San Antonio Spurs di Tim Duncan; per non dimenticare i Golden State Warriors di Stephen Curry con tre titoli in quattro anni e i Miami Heat di LeBron James, Dwyane Wade e Chris Bosh. La squadra con più titoli in assoluto sono i Celtics che ne possiedono diciotto, seguiti dai Lakers con diciassette, e più staccati i Warriors con sette e i Bulls con sei.

### Espansione in Europa
In Europa la pallacanestro è caratterizzata da un sostanziale equilibrio di forze tra le squadre al vertice, ma alcune più di altre hanno segnato la storia della Coppa dei Campioni, l'odierna Eurolega formata dopo la scissione del 2001 tra ULEB e FIBA, competizione internazionale dove si confrontano le squadre di alto livello dei rispettivi campionati nazionali.
Le squadre più titolate del panorama cestistico del vecchio continente sono: Real Madrid, detentore di otto Coppe dei Campioni e partecipante a sei finali, Pallacanestro Varese con il record di dieci finali consecutive dal 1970 al 1979 di cui cinque sono le vittorie, CSKA Mosca, Panathinaikos Atene e Maccabi Tel Aviv con sei trofei, Olimpia Milano, ASK Riga, Jugoplastika Split e Olympiakos Pireo con tre, KK Cibona, FC Barcelona, Virtus Bologna e Pallacanestro Cantù con due, Virtus Roma, Partizan Belgrado, BC Zalgiris con una.

### Presenza nelle Olimpiadi

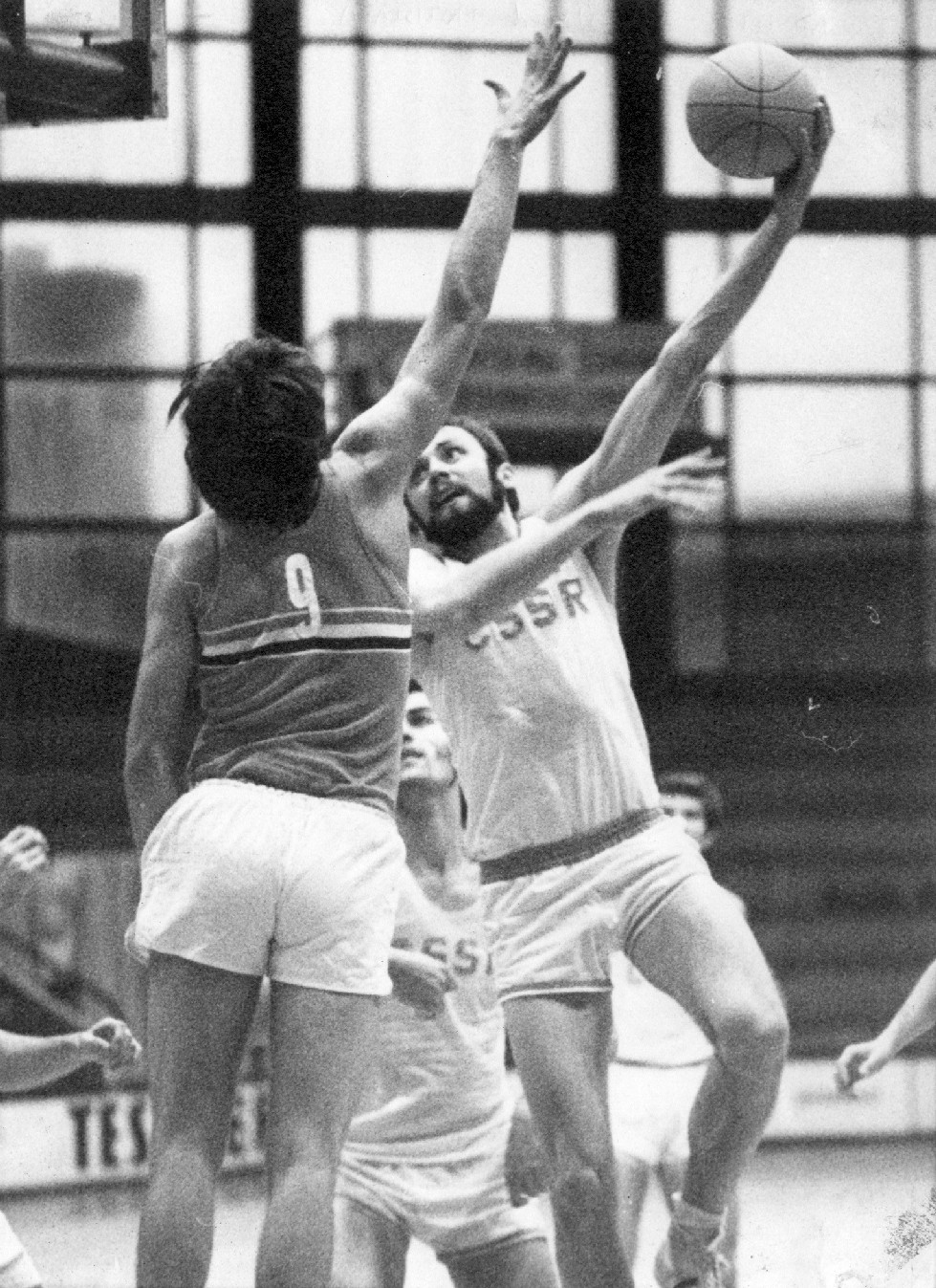
Jugoslavia-Cecoslovacchia a Monaco di Baviera 1972

Il torneo olimpico, ancor più dei campionati mondiali, è stato luogo, in passato, di grandissime rivalità tra squadre nazionali, e quindi di leggendarie partite. Infatti, durante la guerra fredda, le partite tra gli Stati Uniti e l'Unione Sovietica davano origine a scontri che andavano ben oltre il solo risultato sportivo. Storico rimane l'episodio accaduto durante la cerimonia di premiazione ai Giochi olimpici di Monaco di Baviera 1972, quando dopo aver perso in finale contro l'Unione Sovietica per un solo punto in un grande clima di contestazione arbitrale, gli Stati Uniti non si presentarono per ritirare la medaglia d'argento. È fatto noto che molti atleti di quella squadra, alcuni dei quali ormai deceduti, abbiano lasciato detto ai posteri di desiderare di non ricevere mai quella medaglia.
Il torneo che più si ricorderà negli anni fu quello di Barcellona 1992, quando per regolamento anche gli atleti professionisti diventarono eleggibili per le competizioni olimpiche. Questa innovazione permise agli Stati Uniti di presentare alle Olimpiadi le stelle della NBA, formando la squadra di pallacanestro più forte di tutti i tempi: il Dream Team. Questa squadra contava tra le sue file alcuni dei migliori giocatori della storia: Michael Jordan, Larry Bird, Magic Johnson, Charles Barkley, Scottie Pippen, David Robinson, Chris Mullin, Karl Malone, John Stockton, Clyde Drexler e Patrick Ewing, con l'aggiunta di un giocatore che allora proveniva dalla NCAA (il campionato universitario statunitense), Christian Laettner della Duke University. Quella squadra da sogno vinse tutte le partite del torneo con notevole facilità, aggiudicandosi l'oro e la gloria olimpica.
Da Montréal 1976, fu introdotto anche il torneo femminile.

### Lo street basketball e i playground

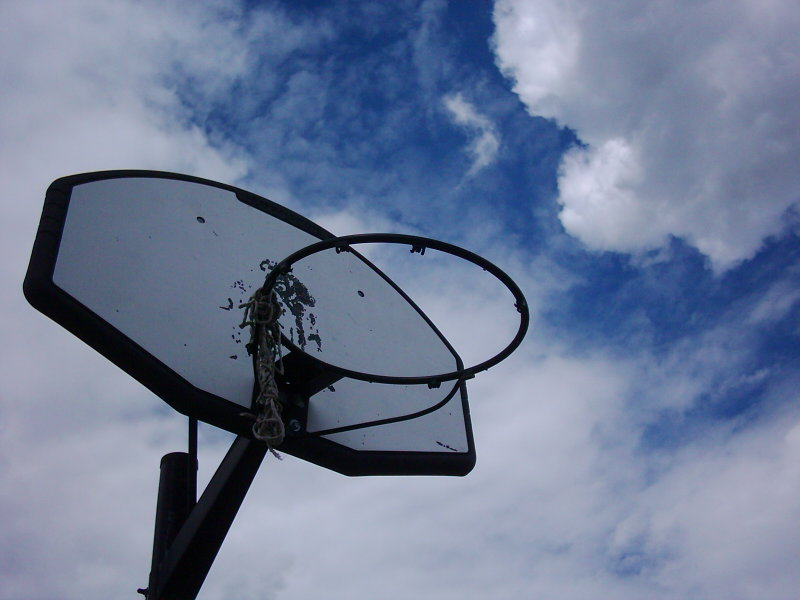
Un canestro di un playground all'aperto

Oggi ogni scuola media superiore ossia high school negli Stati Uniti ha una squadra di pallacanestro per competizioni di tipo varsity.
Nonostante la pallacanestro sia nata in una palestra ha visto, principalmente negli Stati Uniti, il proliferare nelle leghe professionistiche di nuovi talenti provenienti dal mondo dello street basketball, la pallacanestro di strada, giocata nei campetti cittadini, i cosiddetti playground.
I playground americani sono divenuti così celebri che intorno a essi si è formato un alone di leggenda, che ha alimentato la passione per la pallacanestro dei giovani giocatori di tutto il mondo.

## Varianti

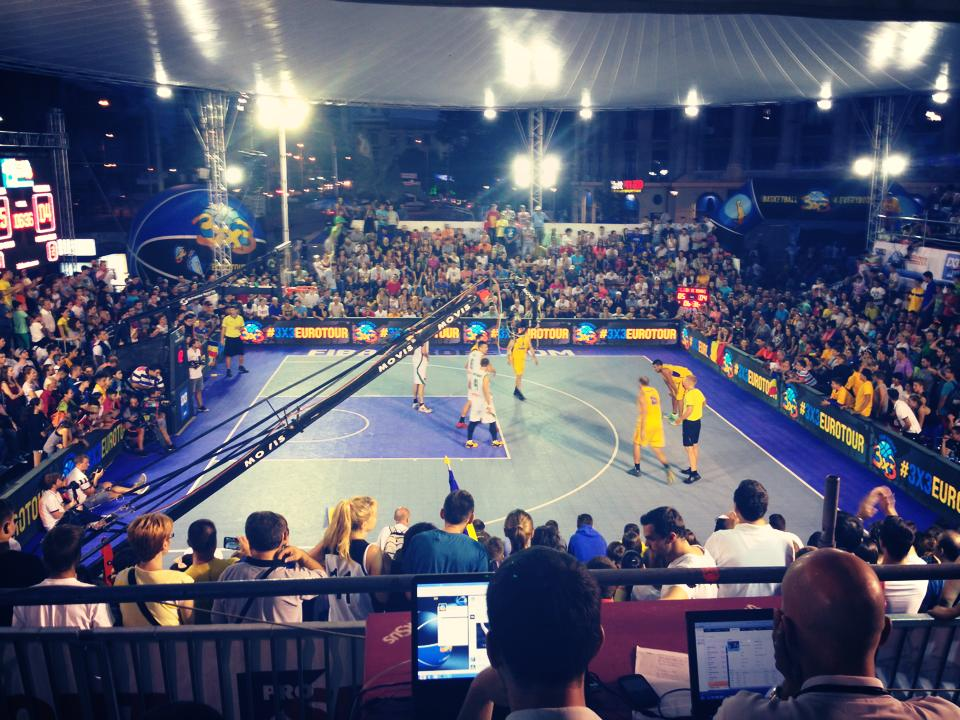
Una partita di 3x3

A causa della sua popolarità, la pallacanestro ha dato origine ad altri sport, simili in linea generale ma diversi per quanto riguarda le regole di gioco. Già nei primi anni di vita, il gioco di Naismith fu adattato da Senda Berenson Abbott per le donne. La differenza principale consisteva nella posizione delle giocatrici, che venivano ripartite in tre zone del campo dalle quali non potevano spostarsi. La variante femminile si evolse successivamente nel basquette, chiamato anche 6 on 6 basketball, e nel netball. Il primo non è più ufficialmente praticato dagli anni novanta, il secondo è ancora diffuso soprattutto in Oceania.
Il movimento che si occupa della pallacanestro dedicata ai minori di 12 anni è conosciuto come minibasket; quello invece dedicato agli over-30 è conosciuto come maxibasket. Il minibasket si differenzia per alcune caratteristiche, come i canestri più bassi e il pallone più piccolo.
Una variante che ha avuto grande successo è quella della pallacanestro 3x3, giocata da due squadre da tre giocatori che si sfidano in una sola metà del campo, quindi attaccando alternativamente nello stesso canestro. Sviluppatasi a partire dalla fine degli anni ottanta negli Stati Uniti, dal 2020 è entrato nel programma olimpico come sport ufficiale. Un esempio in Italia è il torneo nazionale Join the game per le fasce d'età under 13 e under 14.
Un'altra variante è il basket in carrozzina, sport paralimpico. Le regole sono molto simili, le differenze risiedono in alcune infrazioni: non è consentito sollevarsi dal sedile della carrozzina, avanzare con la palla senza palleggiare dopo due spinte e sollevare da terra contemporaneamente le due ruote posteriori con la palla in mano. È gestito dall'International Wheelchair Basketball Federation.
Altre varianti sono: il korfball, popolare per la possibilità per uomini e donne di giocare insieme; il beach basket, che si gioca sulla sabbia senza poter palleggiare; lo streetball, che solitamente si gioca nei playground o comunque all'aperto; il waterbasket, che si gioca in piscina e combina la pallacanestro con la pallanuoto.
Un'ulteriore variante è lo Slamball: in questa disciplina bisogna portare la palla nel canestro avversario saltando su un tappeto elastico. Per proteggersi da eventuali urti causati dalle acrobazie i giocatori portano delle protezioni adeguate. I canestri in schiacciata valgono tre punti, così come quelli effettuati dal di fuori dell'area; gli altri ne valgono due.

## Presenza nei media

### Cinema
- William Graham - USA, 1973
- Sistemo l'America e torno di Nanni Loy - Italia, 1974
- L'allenatrice (Sexy Coach) di Bud Townsend - USA, 1978
- Basket Music (The Fish That Saved Pittsburgh) di Gilbert Moses - USA, 1979
- Voglia di vincere (Teen Wolf) di Rod Daniel - USA, 1985
- Colpo vincente (Hoosiers) di David Anspaugh - USA, 1986
- Chi non salta bianco è (White Men Can't Jump) di Ron Shelton - USA, 1992
- An American Citizen - Gioco di Squadra di Eitan Green - Israele/USA, 1992
- di William Friedkin - USA, 1994
- Above The Rim di Jeff Pollack - USA, 1994
- Forget Paris di Billy Crystal - USA, 1995
- Ritorno dal nulla (Basketball diaries) di Scott Kalvert - USA, 1995
- Space Jam di Joe Pytka - USA, 1996
- Flubber - Un professore tra le nuvole di Les Mayfield - USA, 1997
- Celtic Pride di Ton DeCerchio - USA, 1996
- Eddie di Steve Rash - USA, 1996
- Più in alto di tutti di Eriq La Salle - USA, 1996
- L'allenatrice (Sunset Park) di Steve Gomer - USA, 1996
- He Got Game di Spike Lee - USA, 1998
- Game Day di Steven Klein - USA, 1999
- Il sogno di Calvin (Like Mike) di John Schultz - USA, 2002
- Coach Carter di Thomas Carter - USA, 2005
- Un allenatore in palla - USA, 2005
- Glory Road di James Gartner - USA 2006
- Il sogno di Jerome di David Nelson - USA/Canada, 2006
- Shaolin Basket di Chu Yin-Ping - Cina, 2008
- Gunnin' For That#1 Spot di Adam Yauch - USA, 2008
- The Mighty Macs di Tim Chambers - USA, 2009
- Dear Basketball di Kobe Bryant (soggetto) e Glen Keane (regia) - USA, 2018
- Space Jam - New Legends di Malcolm D. Lee - USA, 2021

### Televisione
- Time Out (The White Shadow) - USA, 1978-1981
- One Tree Hill (Serie TV) USA   ,2003-2012

### Radio
Dal 1978 al 2013 la trasmissione radiofonica Tuttobasket di Rai Radio 1 diffondeva le radiocronache in diretta delle partite di Serie A (pallacanestro maschile). Dal 2013 in poi tale trasmissione radiofonica fu sostituita da un'altra intitolata Palasport, che diffonde le radiocronache delle partite dei campionati professionali italiani di pallacanestro e pallavolo.

### Editoria
Tra i fumetti ricordiamo:
- Slam Dunk di Takehiko Inoue
- Real di Takehiko Inoue
- Buzzer Beater di Takehiko Inoue
- Generation Basket di Hiroyuki Asada
- Harlem Beat di Yuriko Nishiyama
- Dear Boys di Hiroki Yagami
- Kuroko no Basuke di Tadatoshi Fujimaki
- Dash Kappei noto come Gigi la trottola di Noboru Rokuda

Tra i romanzi dedicati a questo sport ricordiamo "E se c'ero, dormivo" di Francesco Piccolo, "Tre volte invano" di Emiliano Poddi e "Due sotto canestro" di Luca Cognolato, gli unici in lingua italiana.
Altro romanzo in parte dedicato a questo sport è "Radio Niente" di Francesco D'Adamo.
In Italia dagli anni '20 del secolo scorso diversi giornali iniziarono a dare informazioni riguardo alle competizioni di pallacanestro e dopo furono pubblicate riviste periodiche, che si occupavano solo di questo sport. Qualche rivista ha cessato le pubblicazioni mentre altre continuano la loro attività editoriale in formato digitale come Superbasket (periodico) e Giganti del basket, che fu stampato la prima volta nel 1966. Ogni anno viene pubblicato l'Almanacco illustrato del basket, stampato e distribuito dalla casa editrice Panini. Non sempre, ma saltuariamente, pure il mensile Guerin Sportivo dedica qualche pagina alle partite più importanti di pallacanestro e ai cestisti più vincenti.